# Савцилло, Юрий Аркадьевич
Юрий Аркадьевич Савцилло (род. 23 июня 1951, Жуковский, Московская область) — советский хоккеист, нападающий. Мастер спорта СССР. Тренер

## Биография
Воспитанник жуковского «Вымпела». В классе «А» дебютировал за воскресенский «Химик» в сезоне 1969/70, провёл семь игр, забил пять голов — в двух последних матчах забил три шайбы «Динамо» Киев (8:4, г) и две — «Динамо» Москва (4:2, д). Отыграл за «Химик» 10 сезонов, проведя два сезона в армейских командах Москвы (1974/75 — чемпион) и Ленинграда (1975/76). Три сезона (1981/82 — 1983/84) отыграл в «Ижстали» Ижевск.
Чемпион Европы среди юниорских команд 1970 года. В четырёх играх забросил 10 шайб, из них пять — в ворота швейцарцев.
Тренер «Ижстали» в сезонах 1984/85 — 1985/86. Главный тренер новочебоксарского «Сокола» (1988/89).